# Alternanthera coriacea
Alternanthera coriacea là loài thực vật có hoa thuộc họ Dền. Loài này được Herzog mô tả khoa học đầu tiên năm 1922.